# مانويل بيليغريني

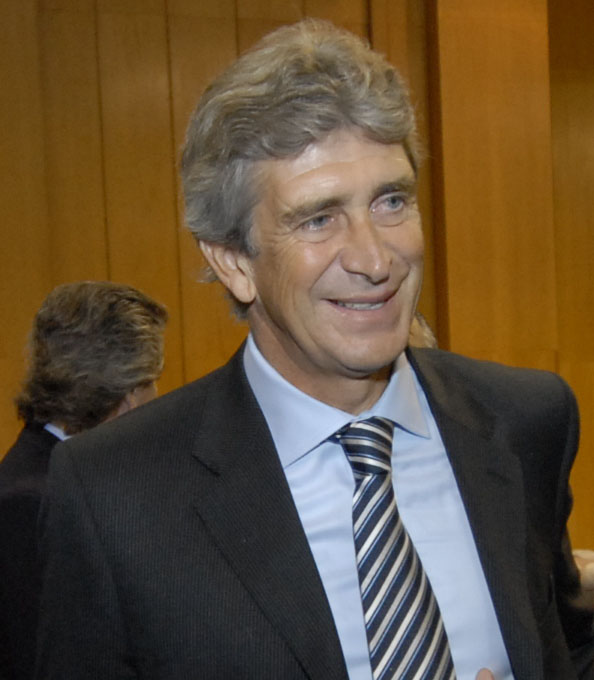
مانويل بيليجريني

مانويل لويس بيليجريني ريبامونتي (بالإسبانية: Manuel luis Pellegrini ripamonti)‏ (16 سبتمبر 1953، سانتياغو، تشيلي) مدرب تشيلي دولي ولاعب كرة قدم سابق. وهو من اصول إيطالية. سبق وأن درب نادي ويست هام يونايتد الإنجليزي. وقد سبق له تدريب عدة فرق عريقة منها منتخبات تشيلي، أما على مستوى الأندية فتولى تدريب من إسبانيا أندية فياريال، ريال مدريد، ملقا وثم مانشستر سيتي من إنجلترا.
بدأت رحلة المدرب التشيلي في القارة الأوروبية في العام 2004 من بوابة نادي فياريال الإسباني، عندما حقق معه في ذلك العام المركز الثالث في بطولة الدوري الإسباني 2004-05، وثم تلاه التأهل لدوري أبطال أوروبا 2005-06 والوصول به إلى دور نصف النهائي في المشاركة الأولى للفريق في البطولة، وثم عاد وحقق بعد ذلك المركز الثاني في بطولة الدوري الإسباني 2007-08.
بيلجريني حقق سجل مميز في أولى تجاربه الأوروبية مع فياريال مما شد الأنظار إليه في النادي الملكي ريال مدريد الذي تعاقد معه لاحقاً للموسم 2008-2009 وتمت إقالته بعد موسم واحد، وانتقل بعد ذلك لتدريب فريق نادي ملقا الإسباني في الموسم المقبل (في نوفمبر 2010)، واستطاع معه من جديد تحقيق المركز الرابع في بطولة الدوري الإسباني 2010-11، وثم تلاه خوض تصفيات التأهل لدوري أبطال أوروبا والوصول بفريقه لربع نهائي البطولة، فأصبح بذلك أول مدرب يصل لربع النهائي مع فريقين مختلفين يشاركان لأول مرة في البطولة، واستمر بيلغريني في منصبه حتى مايو 2013 واستقال من تدريبه بعد عرض تدريب نادي مانشستر سيتي الإنجليزي في عقد مدته 3 سنوات خلفاً للإيطالي روبرتو مانشيني واستطاع الفوز بكأس رابطة المحترفين الإنجليزية مرتين مواسم 2013-2014 و 2015-2016 والدوري الإنجليزي موسم 2013-2014 ويعتبر لقب كأس الرابطة، أول ألقابه الأوروبية.

## روابط خارجية
- مانويل بيليغريني على موقع قاعدة بيانات كرة القدم.إي يو (الإنجليزية)
- مانويل بيليغريني على موقع Soccerbase.com (مدرب) (الإنجليزية)
- مانويل بيليغريني على موقع Soccerway.com (الإنجليزية)
- مانويل بيليغريني على موقع عالم كرة القدم.نت (الإنجليزية)